# Kopparleden
Kopparleden namnet på vägsträckan mellan vänorterna Falun i Sverige och Røros i Norge. Båda städerna har haft viktig gruvdrift. I Kopparleden ingår riksväg 69 mellan Falun och Rättvik, riksväg 70 mellan Rättvik och norska gränsen, fylkesväg 218 mellan gränsen och Drevsjø, fylkesväg 26 mellan Drevsjø och Sømådalen, fylkesväg 28 mellan Sømådalen och Os samt fylkesväg 30 mellan Os och Røros. Vägsträckan har en historia som handelsled vilken sträcker sig långt tillbaka i tiden, då med häst och släde. 
Idag är Visit Kopparleden en internationell MC-portal vilken sträcker sig mellan världsarven Røros och Falun. 
Den startades 2011 och innehåller sex olika reseteman längs med leden. Huvudleden är 40 mil lång och tillsammans med alternativa vägar bildas en 125 mil lång sträcka att avnjuta på motorcykel, bil eller häst och släde.